# Basic Linear Algebra Subprograms
BLAS (англ. Basic Linear Algebra Subprograms — базовые подпрограммы линейной алгебры) — стандарт де-факто интерфейса программирования приложений для создания библиотек, выполняющих основные операции линейной алгебры, такие как умножение векторов и матриц.
Впервые опубликован в 1979 году, и использован для создания больших пакетов, например LAPACK. Интенсивно используемые в высокопроизводительных вычислениях, высокооптимизированные реализации интерфейса BLAS были разработаны производителями аппаратного обеспечения, такими как Intel, а также другими авторами (например, ATLAS — переносимый самооптимизирующийся BLAS).
Тест LINPACK Benchmark в своей работе основывается в большой степени на DGEMM, подпрограмме BLAS.

## Функциональность
Функциональность BLAS делится на три уровня.

### Уровень 1
Этот уровень содержит векторные операции вида:
{\displaystyle {\boldsymbol {y}}\leftarrow \alpha {\boldsymbol {x}}+{\boldsymbol {y}},}
операции скалярного произведения, взятия нормы вектора и другие операции.

### Уровень 2
Этот уровень содержит операции матрица-вектор вида:
{\displaystyle {\boldsymbol {y}}\leftarrow \alpha A{\boldsymbol {x}}+\beta {\boldsymbol {y}},}
решение {\displaystyle T{\boldsymbol {x}}={\boldsymbol {y}}} для {\displaystyle x} с треугольной матрицей {\displaystyle T} и другие операции.

### Уровень 3
Содержит операции матрица-матрица вида:
{\displaystyle C\leftarrow \alpha AB+\beta C,}
решение {\displaystyle B\leftarrow \alpha T^{-1}B} для треугольной матрицы {\displaystyle T} и другие операции. Этот уровень содержит широко используемую операцию GEMM (англ. General Matrix Multiply).

## Реализации
refblasОфициальная эталонная реализация из netlib. Доступны версии на C и Fortran 77.
AccelerateФреймворк от Apple для Mac OS X, включающий оптимизированные версии BLAS и LAPACK для процессоров PowerPC и Intel Core.
ACMLОсновная математическая библиотека AMD, поддерживающая процессоры AMD Athlon и Opteron под Linux и Windows.
ATLASСамооптимизирующийся программный пакет линейной алгебры (англ. Automatically Tuned Linear Algebra Software), реализация интерфейса BLAS с открытым исходным кодом для C и Fortran 77.
CUDA SDKNVIDIA CUDA SDK включает функциональность BLAS (cuBLAS) для написания программ на C для видеокарт серии GeForce 8, GeForce 200, GeForce 300 (Fermi).
ESSLБиблиотека инженерных и научных подпрограмм (англ. Engineering and Scientific Subroutine Library) от IBM, поддерживающая архитектуру PowerPC под AIX и Linux.
libflameРеализация библиотеки линейной алгебры, включающей BLAS, проектом FLAME.
Goto BLASРеализация Кадзусигэ Гото.
HP MLIBМатематическая библиотека от HP, поддерживающая архитектуры IA-64, PA-RISC, x86 и Opteron под HP-UX и Linux.
Intel MKLОсновная математическая библиотека Intel (англ. Intel Math Kernel Library), поддерживающая процессоры Intel под Linux, Windows и Mac OS X.
MathKeisanМатематическая библиотека от NEC, поддерживающая архитектуру NEC SX под SUPER-UX, и Itanium под Linux.
PDLIB/SXМатематическая библиотека, находящаяся в общественном достоянии (англ. Public Domain Mathematical Library), от NEC для системы NEC SX-4.
SCSLПрограммная библиотека для научных вычислений (англ. Scientific Computing Software Library) от SGI содержит реализации BLAS и LAPACK для рабочих станций SGI Irix.
Sun Performance LinaraySun Performance Library содержит оптимизированные BLAS и LAPACK для архитектур SPARC и AMD64 под Solaris 8, 9, и 10.
uBLASБиблиотека шаблонных классов C++, обеспечивающая функциональность BLAS. Часть библиотеки Boost. В отличие от других реализаций uBLAS фокусируется больше на правильности алгоритмов, используя продвинутые возможности C++, чем на высокой производительности.
GSLНаучная библиотека GNU (англ. GNU Scientific Library) содержит кроссплатформенную неоптимизированную реализацию на C, которая распространяется под GNU GPL.
CLBlastКросплатформенная библиотека  (Windows, Linux, MacOS) C++,  реализованная с помощью OpenCL может исполнятся на широком спектре графических процессоров или других устройств поддерживающих параллельные вычисления.